# Erschoffia
Erschoffia là một chi bướm đêm thuộc họ Geometridae.